# Col de Méraillet
Le col de Méraillet est un col routier de montagne situé dans les Alpes françaises, en Savoie.

## Géographie
Situé sur la commune de Beaufort, il sépare le village de Beaufort du barrage et du lac de Roselend. Il est franchi par la route départementale 925 aménagée à la fin des années 1950 avec la mise en eau du barrage de Roselend. Le col est situé sur la route permettant l’ascension du cormet de Roselend depuis Beaufort ou depuis le col du Pré.

## Cyclisme
Le col a été emprunté à de nombreuses reprises par le Tour de France mais n'a jamais compté au classement de la montagne.

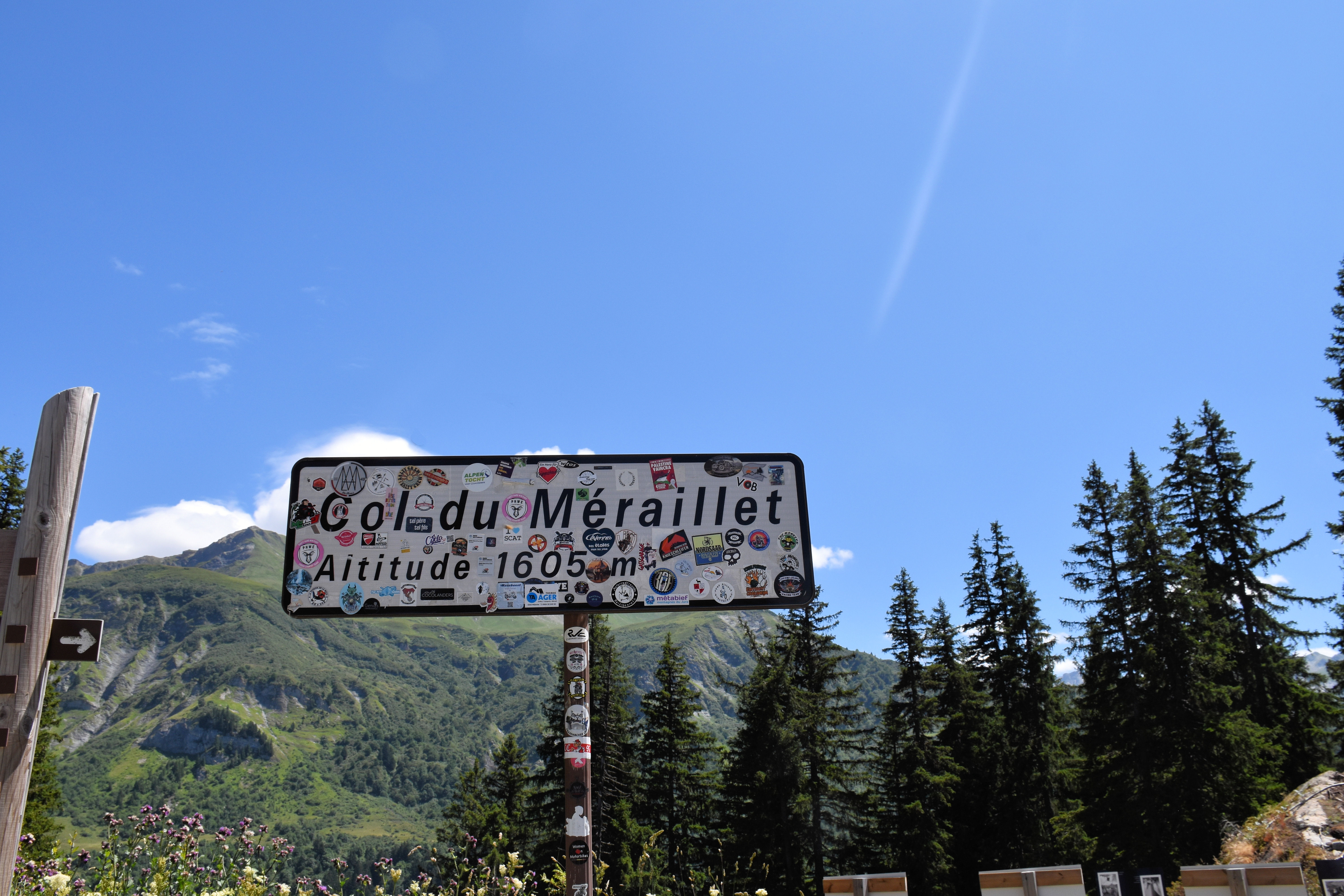
Panneau de signalisation du col de Méraillet.